# Alva Noto
Alva Noto eller Carsten Nicolai (født 18. september 1965 i Karl-Marx-Stadt) er en af de mest markante skikkelser på den elektroniske scene. Ikke mindst fordi han er en af bagmændene bag det dominerende pladeselskab Raster Noton.

## Album
- Vrioon (2003) – med Ryuichi Sakamoto
- Insen (2005) – med Ryuichi Sakamoto